# Villa Rustica (Northchurch)
Bei der Villa Rustica von Northchurch handelt es sich um die Reste eines römischen Gutshofes, der 1973 zum großen Teil ausgegraben wurde. Northchurch ist ein Dorf in Hertfordshire.  Die Villa war vom 1. bis 4. Jahrhundert n. Chr. bewohnt. Es konnten fünf Besiedlungsphasen unterschieden werden.
Die Villa wurde 1973 innerhalb von vier Wochen ausgegraben, bevor die Reste für eine Neubebauung eingeebnet wurden.
Aus der ersten Besiedlungsphase sind keine Architekturreste erhalten. Vor allem Keramik vor Ort deutet jedoch darauf hin, dass hier schon im ersten Jahrhundert n. Chr. eine Villa oder ein Dorf stand. Aus dem zweiten Jahrhundert stammt die Villa der 2. Bauphase. Ihr Plan lässt sich nur zum Teil rekonstruieren. Es handelte sich wahrscheinlich um einen langen Bau mit vier etwa gleich großen Räumen. An der Ostseite gab es eine Veranda und einen vorgesetzten, kleinen weiteren Raum. Um 140 n. Chr. wurde die Villa erweitert. Es wurden zwei weitere Räume im Norden angebaut und die Villa erhielt an der Frontseite einen zweiten vorgesetzten Raum, sodass eine typische Villa mit Eckrisaliten entstand. Es scheint, dass die Villa um 170 vollkommen verlassen wurde.
Eine neue Besiedlung begann erst wieder im dritten Jahrhundert. In einer weiteren Bauphase wurden weitere Räume, vor allem an die Rückseite, angebaut. In dieser Phase erhielt die Villa auch ein Bad. Drei Räume im Südteil des Baues erhielten Hypokausten. in einer letzten Bauphase im vierten Jahrhundert wurden weitere Räume angebaut. Einige Räume im Haus erhielten Mosaiken, von denen aber nur einzelne Steine erhalten waren. Es fanden sich auch Reste von Wandmalereien.
Die Untersuchung der Tierknochen zeigte, dass hier im 2. Jahrhundert vor allem Schafe gehalten wurden, während sie im 4. Jahrhundert kaum vorkamen.